# Ulrike Eichhorn
Ulrike Eichhorn (* 18. April 1959 in Hannover) ist eine deutsche Autorin, Architektin und Architekturvermittlerin. 
Eichhorn erarbeitete über mehrere Jahre hinweg eine kritische Bestandsaufnahme der ungleichen Lebens- und Arbeitssituation von Architektinnen in Deutschland. Darüber hinaus informiert sie in ihrem Werk von 2013 über den steinigen Weg der Frauen, von der ersten Zulassung an einer Universität bis zur praktischen Arbeit, in der männerdominierten Welt der Architektur.

## Werdegang
Ulrike Eichhorn belegte ab 1978 an der Technischen Universität Braunschweig in Niedersachsen das Studium der Architektur und schloss es 1986 mit Diplom, bei dem Architekten Meinhard von Gerkan, ab. Bis Ende der 1980er Jahre war sie als angestellte Architektin im Büro Storch Ehlers in Hannover beschäftigt, im Projektteam Tagungscentrum Hannover Messe. Mit Beginn der Neunzigerjahre zog  Eichhorn in die USA. Dort arbeitete sie bei Murphy/Jahn in Chicago (Illinois).
Bereits 1991 gründete sie das Atelier Eichhorn in Berlin, das sie in den folgenden Jahren zu einer Agentur zur Architekturvermittlung im Sinne der Bildung und Information ausbaute. 
Eichhorns Interessen- und Arbeitsschwerpunkt verstärkte sich in den folgenden Jahren immer mehr auf die Architekturvermittlung in Schrift, Foto und Medien. 2010 begann Eichhorn als Stipendiatin ihre Arbeit zum Thema „Städte und Landschaften, die Richard Wagner beeinflussten“ an der Richard-Wagner-Stätte Graupa. In den Jahren 2011 bis 2018 war sie für die Architektenkammer Berlin als Kuratorin der Filmreihe „Architektur im Film“ tätig. Im Rahmen ihrer Arbeit für die Richard-Wagner-Stätte Graupa übernahm sie das Kuratorium für die Sonderausstellung „Wo Wagner weilte – Häuser und Landschaften von Dresden bis Prag“ 2018/2019.
Mit ihrem Atelier Eichhorn zog sie 2012 in das Oscar-Niemeyer-Haus im Hansaviertel von Berlin. Das architektonisch historisch relevante Gebäude an der Altonaer Straße wurde im Rahmen der ersten Internationalen Bauausstellung (IBA 1957) von Oscar Niemeyer entworfen. Hier gründete sie 2013 den Edition Eichhorn Verlag und etablierte den regelmäßig stattfindenden Architektur-Salon.
2013 veröffentlichte Eichhorn ihre  Forschung  um das Thema Frauen in der Architektur unter dem Titel Architektinnen. Ihr Beruf. Ihr Leben. Mit ihrem Werk leistete sie einen Beitrag zur Debatte um die aktuelle und historische Gleichberechtigung im Beruf. Philippa Schindler, Redakteurin der AVIVA-Berlin, beschreibt die Arbeit von Eichhorn mit folgenden Worten: „Erstmals wird hier auf die gegenwärtige Situation von Architektinnen in Deutschland aufmerksam gemacht. Eichhorn nimmt kein Blatt vor den Mund, wenn es darum geht, die tradierten Rollenzuweisungen an berufstätige Frauen offen zu thematisieren und gibt allen (angehenden) Architektinnen so eine informative, wie gehaltvolle Berufsbroschüre an die Hand“.

### Mitarbeit an Architekturprojekten
- Tagungscentrum Hannover Messe
- Gewerbepark München
- Flughafen München
- Verwaltungsgebäude American Airline, New York
- Lufthansa Hauptverwaltung, Köln
- Bürogebäude Kudamm 119, Berlin
- Potsdamer Platz (Entwicklungsverfahren)
- Bahnhof Friedrichstraße (Entwicklungsverfahren)
- Deutsches Historisches Museum (Entwicklungsverfahren)
- Bundespräsidialamt (Entwicklungsverfahren)
- Auswärtiges Amt, Berlin (Entwicklungsverfahren)

### Atelier Eichhorn
Das Architektur-Atelier von Ulrike Eichhorn ist als Agentur für Architekturvermittlung  in der kulturellen Szene in Berlin etabliert. Seit 2012 findet hier regelmäßig der Architektur-Salon statt. Der Salon stellt vor allem die Verbindung der Architektur zu Film, Musik und Kultur her. Mit Vorträgen, Filmbeiträgen und Diskussionspodien  um die Baukultur verschiedener Epochen und Einflüsse informiert Eichhorn Kultur- und Architekturinteressierte.
Den Zweck des Ateliers beschreibt Eichhorn insoweit, dass „die Kultur eines Landes entscheidend durch die Architektur und Baukultur geprägt wird. Wir tragen sie in den öffentlichen Diskurs, regen Gespräche an, publizieren interdisziplinär und vermitteln Themen aus Architektur, Stadtbaugeschichte, Baukultur und der Historie von Denkmalen in meinem Salon, in Printmedien, im Film und im Internet“.
Eichhorn widmet sich in ihrem Salon jedoch nicht nur der Vermittlung von Baukultur, sondern leistet auch einen  Beitrag, wie weniger populäre Architekturthemen aufgearbeitet werden können; so fand z. B. im Frühjahr 2017 ein Informationsabend zu Crowdfunding und Architekturvermittlung statt. 

### Edition Eichhorn Verlag
Der 2013 von Eichhorn gegründete Verlag Edition Eichhorn mit Sitz in Berlin ist ein Verlag mit baukultureller Ausrichtung. Wesentliche Gegenstände der Publikationen sind jedoch nicht, wie man annehmen könnte, die Bauwerke, sondern die Menschen, die sie erschaffen, die sie beeinflussen und unterstützen.
Ihre persönlichen Schwerpunkte als Autorin und Baukulturerforscherin im Verlag beschreibt Eichhorn wie folgt: „Neben den Architektinnen, deren Berufsbild ich, historisch, wie aktuell, untersuchte, gilt mein Interesse berühmten Baumeistern und Architekten, deren Leben ich in das jeweilige Zeitgeschehen biografisch einbette. Damals waren es zumeist Männer, die in der Öffentlichkeit standen, aber auch ihre Frauen, Partner, Partnerinnen und Kinder beeinflussten ihr Schaffen und ihre Kreativität. Mit dem Nachspüren dieser meisterlichen Wurzeln finden sich noch heute viele Kleinode der Baukultur, die sich im gewandelten Stadtbild, nicht nur in Berlin, verstecken und die es zu entdecken gilt“. 
In diesem besonderen ganzheitlichen Verständnis von Baukultur und was diese in ihrer jeweiligen Zeit beeinflusste, erarbeitete Eichhorn ein weiteres umfassendes Werk über den berühmten Baumeister der Renaissance, Andrea Palladio, dessen Leben und Arbeit in einer dreibändigen Buchausgabe, den „Palladio-Aldinen“ dargestellt ist.
Im Verlag sind unter anderem Werke über Andrea Palladio, Hans Poelzig, Oscar Niemeyer, Bruno Taut, Max Taut, Konrad Wachsmann,  Mies van der Rohe, Erich Mendelsohn, Le Corbusier sowie Richard Wagner und Johann Wolfgang Goethe erschienen.
Seit 2021 publiziert Ulrike Eichhorn Podcasts zu Architekten, deren Bauherren, Auftraggebern und Werken, die auf der Plattform Spotify und in der Webseite zu hören sind.

## Publikationen
- Architektinnen. Im Beruf. Im Leben. ISBN 978-3-8442-6702-0
- Oscar Niemeyer in Berlin. ISBN 978-3-754940-30-3
- Taut & Hoffmann in Berlin. ISBN 978-3-754951-75-0
- Erich Mendelsohn in Berlin. ISBN 978-3-756511-39-6
- Hans Poelzig in Berlin. ISBN 978-3-754967-02-7
- Corbusier in Berlin 1910–1911. ISBN 978-3-7375-0545-1
- Mies van der Rohe in Berlin. ISBN 978-3-754120-16-3
- Konrad Wachsmann in Berlin. ISBN 978-3-752977-71-4
- Hans Scharoun in Berlin. ISBN 978-3-754125-90-8
- VOL. 1, Palladio im Veneto. ISBN 978-3-944377-10-0
- VOL. 2, Palladio in Rom. ISBN 978-3-944377-11-7
- VOL. 3, Palladios Werkschau. ISBN 978-3-944377-12-4
- Architektur-Ikonen, Icons of architecture. ISBN 978-3-8442-8120-0

## Mitgliedschaften und Engagement
- Architektenkammer Berlin
- Netzwerk für Architektinnen und Planerinnen, n-ails
- Netzwerk Architekten für Architekten
- Förderverein Bundesstiftung Baukultur e.V.
- Förderverein Hansaviertel